# 必打甚 (新南威爾斯州)
必打甚，又譯丕打岑、披地岑，是澳洲新南威爾斯州雪梨內西區的一個市區，位於雪梨商業中心區西南方6（3.7英里）處，內西區議局地方政府行政區內。必打甚以其眾多葡萄牙商業活動而聞名，擁有許多葡萄牙店鋪及食肆，但實際上該區居民中僅有156人（1.9%）出生於葡萄牙。
區內地標有必打甚大會堂、必打甚水塘及必打甚公園。

## 學校
- 堡壘街中學

## 教堂
- 聖公會諸聖堂
- 必打甚神召會（Petersham Assembly of God）

## 建築
必打甚的房屋以排列連接式屋宇為主，類似夏山及士丹摩市區內巴拉馬打道附近火車站北側的房屋。

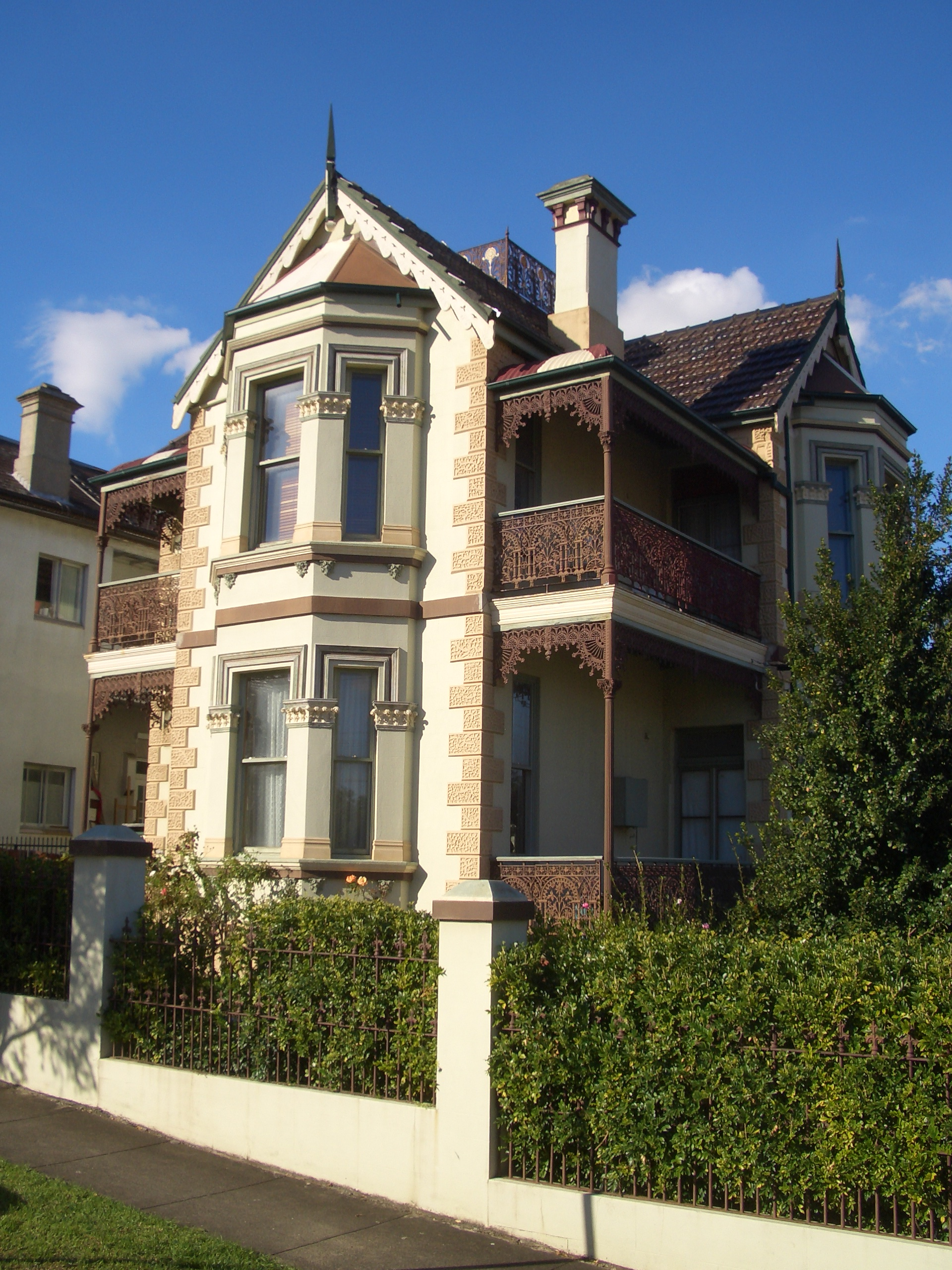
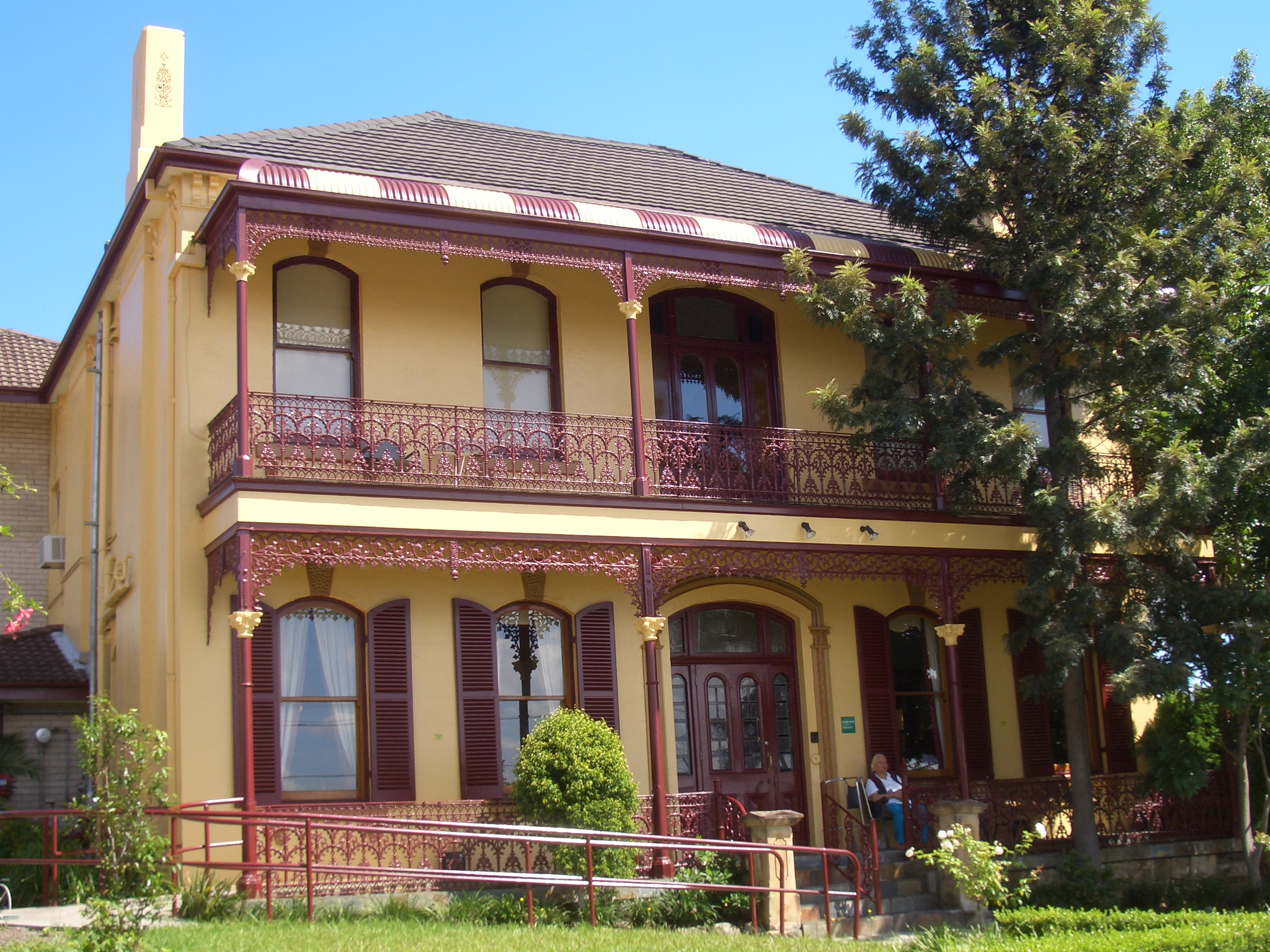
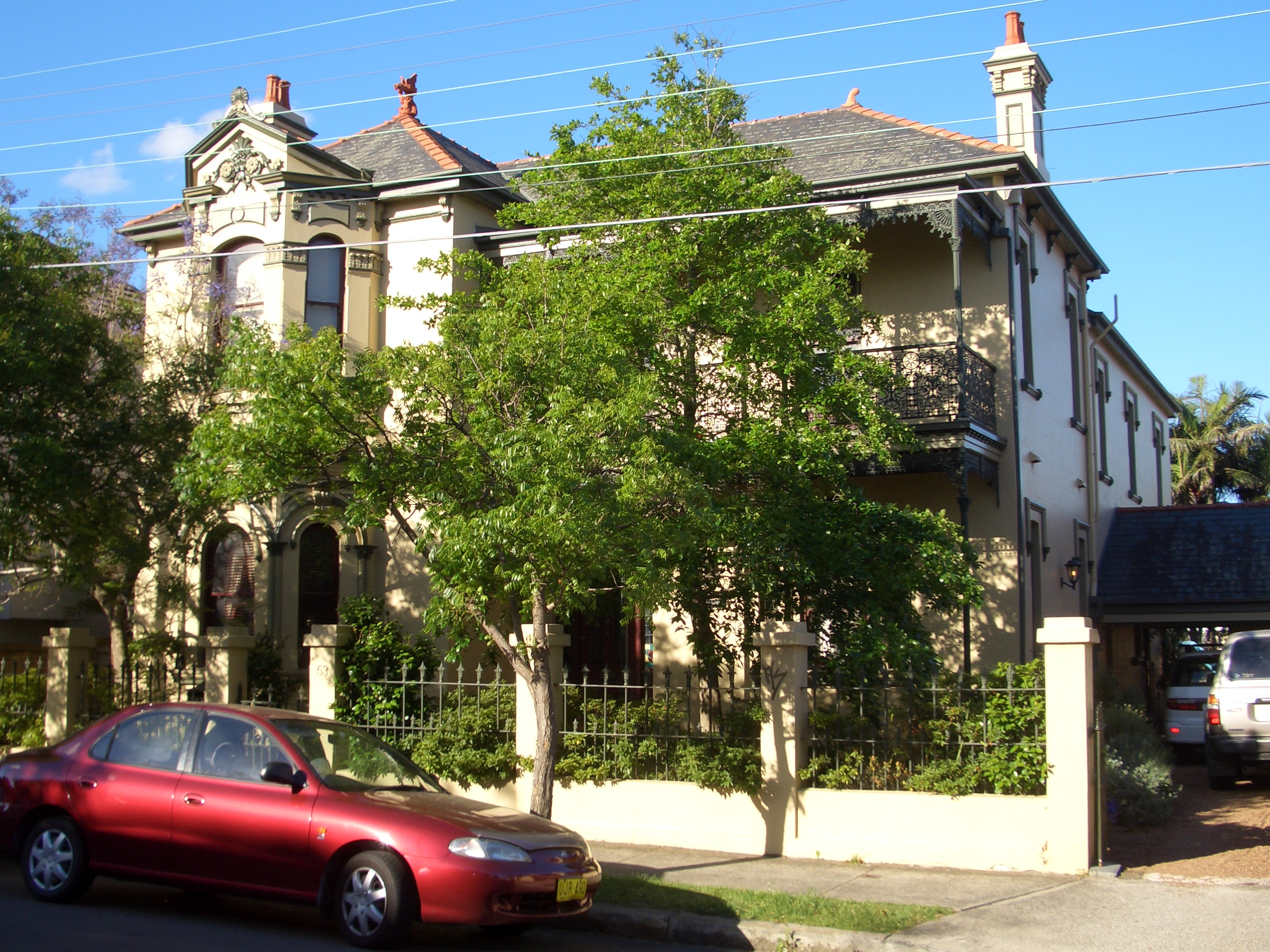
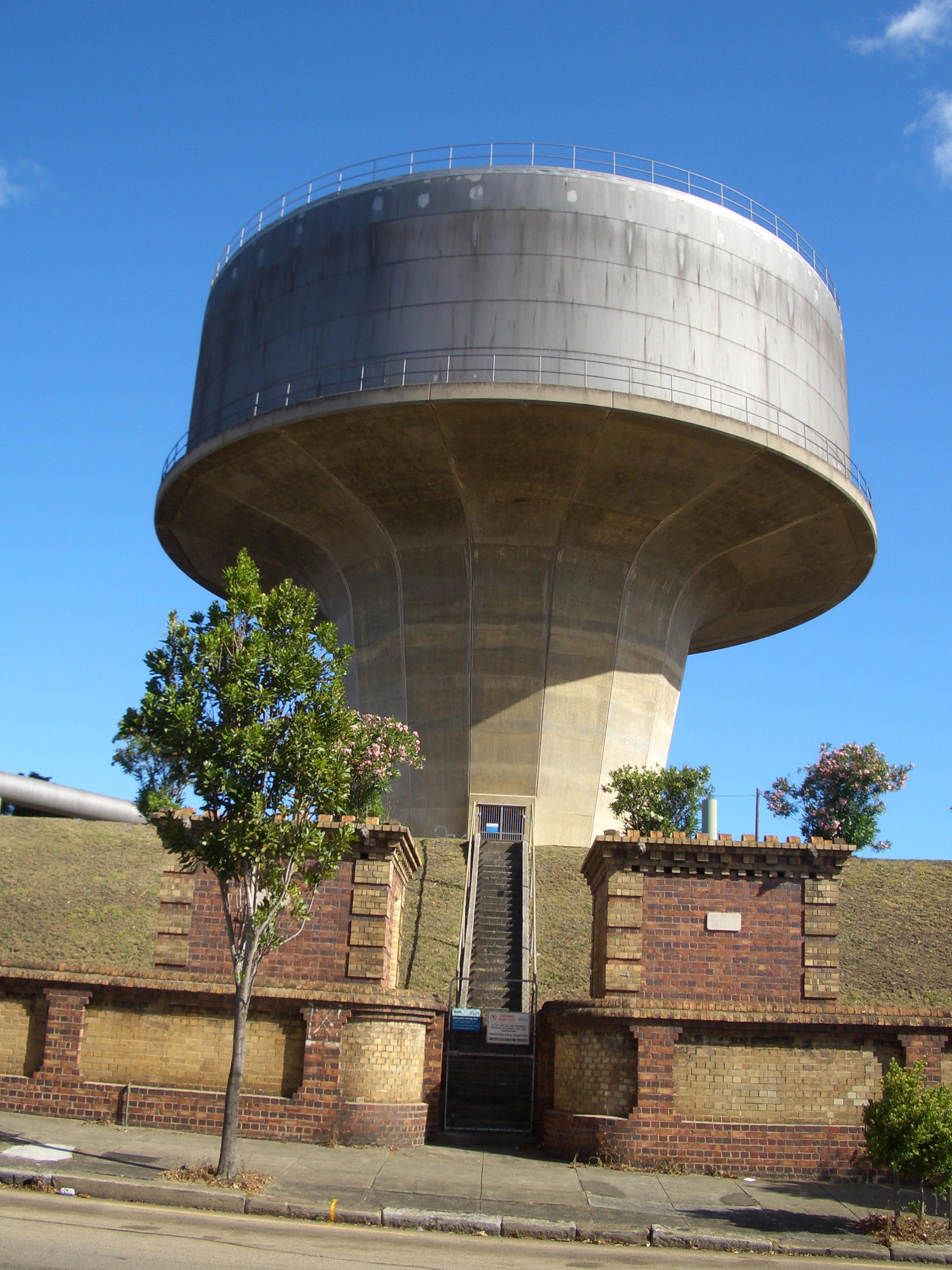

## 知名居民
- 威廉·溫窩扶（英语：William Wentworth）

## 外部連結
- Crash of a Mosquito over suburbs of Sydney on 2 May 1945 Includes eyewitness accounts by children at the school.

33°53′46″S 151°09′15″E / 33.8961°S 151.1543°E